# 宣绩高速铁路
宣绩高速铁路，即新建皖赣铁路宣城至绩溪段，是位于中华人民共和国安徽省宣城市境内的高速铁路。按照建設計劃，线路將自宣州区宣城站引出，向东南经宁国市，再折向南至绩溪县绩溪北站。正线全长111.6公里，设计时速350公里，其中桥梁占45.3公里，隧道占52.9公里，桥隧比为87.94%。共设宣城、宁国南、绩溪北3座车站，设十里岩线路所1座。2024年7月16日开始联调联试，2024年10月11日正式开通运营。
此工程还另外包括皖赣铁路宁国城区段改线，2024年8月28日开通。

## 历史

### 計劃及施工
2017年5月24日，安徽省铁路办与中国铁路总公司达成共识，支持新建宣绩高速铁路纳入十三五规划，共同推进项目前期工作，争取与昌景黄铁路同步建设。12月6日-8日，新建皖赣铁路宣城绩溪段工程（含既有皖赣铁路宁国段改线工程）可行性研究评审会在宣城召开。
2018年7月17日，新建铁路皖赣线宣城至绩溪段社会稳定风险征询意见公示。8月10日，中国铁路总公司在北京组织召开宣城至绩溪高速铁路可研报告修改稿审查会，会议审查通过了350公里/小时速度目标值和线位走向方案。9月13日，工程环境影响评价第一次公示。12月26日，昌景黄高铁安徽段暨池黄、宣绩高铁关键工程开工动员仪式在黄山市黟县举行。
2019年1月30日，宣绩高铁可研报告获批。3月29日-31日，中国铁路总公司在北京组织召开宣城至绩溪高速铁路初步设计审查会，原则通过设计方案并出具审查意见。4月15日，工程第二次环境影响评价征求意见稿公示。9月27日，新建宣城至绩溪高速铁路项目初步设计获国铁集团、安徽省人民政府联合批复。12月28日，宣城至绩溪高速铁路项目开工仪式在新建宁国南站工程处举行。
2020年6月至11月，宣绩高铁各项工程进行招标公告及中标结果公示。
2021年2月20日，宣绩高铁第一桩顺利开钻，基础工程全面施工拉开帷幕。9月28日，胡乐三号隧道顺利贯通，该隧道为宣绩高铁首座贯通的隧道。10月18日，宣绩高铁进入架梁阶段。
2022年3月13日，宣绩高铁杨里隧道顺利贯通。3月18日，邵村特大桥上跨皖赣铁路箱梁架设完成，全线首个跨营业线箱梁架设的顺利进行。11月30日，控制性工程周湾隧道顺利贯通，成为全线第一座贯通的2500米以上单洞双线长大隧道。
2023年4月18日，宣绩高铁“四电”工程全面启动。5月12日，宣绩高铁全线最长隧道贯通金沙隧道顺利贯通。8月10日，宣绩高铁唯一一座转体连续梁，水阳江特大桥跨皖赣铁路连续梁成功转体对接。8月18日，宣绩高铁十里岩二号右线隧道顺利贯通，宣绩高铁全线65座隧道全部安全贯通。
2024年1月16日，宣绩高铁全线开始铺轨。

### 开通
2024年10月11日开通初期运营。